# Metrarabdotomorpha aenigmatistes
Metrarabdotomorpha aenigmatistes är en mossdjursart som beskrevs av Jean-Loup d'Hondt 1983. Metrarabdotomorpha aenigmatistes ingår i släktet Metrarabdotomorpha och familjen Romancheinidae. Inga underarter finns listade i Catalogue of Life.